# Classificació general al Tour de França
La classificació general al Tour de França és la classificació del Tour de França que recompensa el corredor que ha gastat menys temps per fer totes les etapes de la cursa, tenint en compte també els segons de les bonificacions obtingudes a les arribades de les etapes i als esprints intermedis. Des de l'edició de 1919 aquesta classificació es distingeix amb el mallot groc.

## Història
A la primera edició del Tour, el líder de la classificació general s'identificava amb un braçalet verd. Després dels escàndols succeïts durant el Tour de França de 1904, les normes pel 1905 canviaren: el vencedor final no es determinava en funció del temps, sinó per un sistema de punts. Els ciclistes rebien punts en funció de la seva classificació en l'etapa, i el que n'aconseguia menys era el líder de la cursa. El 1912 es tornà al sistema de comptabilitzar el temps, encara vigent en l'actualitat.
El 1919 s'estrena el conegut mallot groc. Fou en plena cursa, com a resultat a la petició feta pels periodistes que seguien la cursa davant les dificultats per saber on es trobava el líder de la cursa. Van demanar a Henri Desgrange que es distingís d'alguna manera i es va escollir el groc, el color en què s'imprimia el diari L'Auto. Eugène Christophe fou el primer ciclista a portar-lo.

## Palmarès
| Edició                           | Any  | Guanyador           | Nacionalitat  | Equip                 |
| -------------------------------- | ---- | ------------------- | ------------- | --------------------- |
| 01                               | 1903 | Maurice Garin       | França        | La Française          |
| 02                               | 1904 | Henri Cornet        | França        | Cycles JC             |
| 03                               | 1905 | Louis Trousselier   | França        | Peugeot               |
| 04                               | 1906 | René Pottier        | França        | Peugeot               |
| 05                               | 1907 | Lucien Petit-Breton | França        | Peugeot               |
| 06                               | 1908 | Lucien Petit-Breton | França        | Peugeot               |
| 07                               | 1909 | François Faber      | Luxemburg     | Alcyon                |
| 08                               | 1910 | Octave Lapize       | França        | Alcyon                |
| 09                               | 1911 | Gustave Garrigou    | França        | Alcyon                |
| 10                               | 1912 | Odile Defraye       | Bèlgica       | Alcyon                |
| 11                               | 1913 | Philippe Thys       | Bèlgica       | Peugeot               |
| 12                               | 1914 | Philippe Thys       | Bèlgica       | Peugeot               |
| 1915-1918 Primera Guerra Mundial |      |                     |               |                       |
| 13                               | 1919 | Firmin Lambot       | Bèlgica       | La Sportive           |
| 14                               | 1920 | Philippe Thys       | Bèlgica       | La Sportive           |
| 15                               | 1921 | Léon Scieur         | Bèlgica       | La Sportive           |
| 16                               | 1922 | Firmin Lambot       | Bèlgica       | Peugeot               |
| 17                               | 1923 | Henri Pélissier     | França        | Automoto              |
| 18                               | 1924 | Ottavio Bottecchia  | Itàlia        | Automoto              |
| 19                               | 1925 | Ottavio Bottecchia  | Itàlia        | Automoto              |
| 20                               | 1926 | Lucien Buysse       | Bèlgica       | Automoto              |
| 21                               | 1927 | Nicolas Frantz      | Luxemburg     | Alcyon                |
| 22                               | 1928 | Nicolas Frantz      | Luxemburg     | Alcyon                |
| 23                               | 1929 | Maurice De Waele    | Bèlgica       | Alcyon                |
| 24                               | 1930 | André Leducq        | França        | França                |
| 25                               | 1931 | Antonin Magne       | França        | França                |
| 26                               | 1932 | André Leducq        | França        | França                |
| 27                               | 1933 | Georges Speicher    | França        | França                |
| 28                               | 1934 | Antonin Magne       | França        | França                |
| 29                               | 1935 | Romain Maes         | Bèlgica       | Bèlgica               |
| 30                               | 1936 | Sylvère Maes        | Bèlgica       | Bèlgica               |
| 31                               | 1937 | Roger Lapébie       | França        | França                |
| 32                               | 1938 | Gino Bartali        | Itàlia        | Itàlia                |
| 33                               | 1939 | Sylvère Maes        | Bèlgica       | Bèlgica               |
| 1940-1946 Segona Guerra Mundial  |      |                     |               |                       |
| 34                               | 1947 | Jean Robic          | França        | Ouest                 |
| 35                               | 1948 | Gino Bartali        | Itàlia        | Itàlia                |
| 36                               | 1949 | Fausto Coppi        | Itàlia        | Itàlia                |
| 37                               | 1950 | Ferdinand Kübler    | Suïssa        | Suïssa                |
| 38                               | 1951 | Hugo Koblet         | Suïssa        | Suïssa                |
| 39                               | 1952 | Fausto Coppi        | Itàlia        | Itàlia                |
| 40                               | 1953 | Louison Bobet       | França        | França                |
| 41                               | 1954 | Louison Bobet       | França        | França                |
| 42                               | 1955 | Louison Bobet       | França        | França                |
| 43                               | 1956 | Roger Walkowiak     | França        | Nord-Est-Centre       |
| 44                               | 1957 | Jacques Anquetil    | França        | França                |
| 45                               | 1958 | Charly Gaul         | Luxemburg     | Holanda-Luxemburg     |
| 46                               | 1959 | Federico Bahamontes | Espanya       | Espanya               |
| 47                               | 1960 | Gastone Nencini     | Itàlia        | Itàlia                |
| 48                               | 1961 | Jacques Anquetil    | França        | França                |
| 49                               | 1962 | Jacques Anquetil    | França        | St-Raphaël            |
| 50                               | 1963 | Jacques Anquetil    | França        | St-Raphaël            |
| 51                               | 1964 | Jacques Anquetil    | França        | St-Raphaël            |
| 52                               | 1965 | Felice Gimondi      | Itàlia        | Salvarani             |
| 53                               | 1966 | Lucien Aimar        | França        | Ford France           |
| 54                               | 1967 | Roger Pingeon       | França        | França                |
| 55                               | 1968 | Jan Janssen         | Països Baixos | Holanda               |
| 56                               | 1969 | Eddy Merckx         | Bèlgica       | Faema                 |
| 57                               | 1970 | Eddy Merckx         | Bèlgica       | Faemino               |
| 58                               | 1971 | Eddy Merckx         | Bèlgica       | Molteni               |
| 59                               | 1972 | Eddy Merckx         | Bèlgica       | Molteni               |
| 60                               | 1973 | Luis Ocaña          | Espanya       | Bic                   |
| 61                               | 1974 | Eddy Merckx         | Bèlgica       | Molteni               |
| 62                               | 1975 | Bernard Thévenet    | França        | Peugeot               |
| 63                               | 1976 | Lucien Van Impe     | Bèlgica       | Gitane-Campagnolo     |
| 64                               | 1977 | Bernard Thévenet    | França        | Peugeot               |
| 65                               | 1978 | Bernard Hinault     | França        | Renault               |
| 66                               | 1979 | Bernard Hinault     | França        | Renault               |
| 67                               | 1980 | Joop Zoetemelk      | Països Baixos | TI-Raleigh            |
| 68                               | 1981 | Bernard Hinault     | França        | Renault               |
| 69                               | 1982 | Bernard Hinault     | França        | Renault               |
| 70                               | 1983 | Laurent Fignon      | França        | Renault               |
| 71                               | 1984 | Laurent Fignon      | França        | Renault               |
| 72                               | 1985 | Bernard Hinault     | França        | La Vie Claire         |
| 73                               | 1986 | Greg LeMond         | Estats Units  | La Vie Claire         |
| 74                               | 1987 | Stephen Roche       | Irlanda       | Carrera               |
| 75                               | 1988 | Pedro Delgado       | Espanya       | Reynolds              |
| 76                               | 1989 | Greg LeMond         | Estats Units  | AD Renting            |
| 77                               | 1990 | Greg LeMond         | Estats Units  | Z                     |
| 78                               | 1991 | Miguel Induráin     | Espanya       | Banesto               |
| 79                               | 1992 | Miguel Induráin     | Espanya       | Banesto               |
| 80                               | 1993 | Miguel Induráin     | Espanya       | Banesto               |
| 81                               | 1994 | Miguel Induráin     | Espanya       | Banesto               |
| 82                               | 1995 | Miguel Induráin     | Espanya       | Banesto               |
| 83                               | 1996 | Bjarne Riis ‡       | Dinamarca     | Telekom               |
| 84                               | 1997 | Jan Ullrich         | Alemanya      | Telekom               |
| 85                               | 1998 | Marco Pantani       | Itàlia        | Mercatone Uno         |
| 86                               | 1999 | Lance Armstrong †   | Estats Units  | US Postal             |
| 87                               | 2000 | Lance Armstrong †   | Estats Units  | US Postal             |
| 88                               | 2001 | Lance Armstrong †   | Estats Units  | US Postal             |
| 89                               | 2002 | Lance Armstrong †   | Estats Units  | US Postal             |
| 90                               | 2003 | Lance Armstrong †   | Estats Units  | US Postal             |
| 91                               | 2004 | Lance Armstrong †   | Estats Units  | US Postal             |
| 92                               | 2005 | Lance Armstrong †   | Estats Units  | Discovery Channel     |
| 93                               | 2006 | Oscar Pereiro       | Espanya       | Caisse d'Epargne      |
| 94                               | 2007 | Alberto Contador    | Espanya       | Discovery Channel     |
| 95                               | 2008 | Carlos Sastre       | Espanya       | CSC Saxo Bank         |
| 96                               | 2009 | Alberto Contador    | Espanya       | Team Astana           |
| 97                               | 2010 | Andy Schleck ¶      | Luxemburg     | Team Saxo Bank        |
| 98                               | 2011 | Cadel Evans         | Austràlia     | BMC Racing Team       |
| 99                               | 2012 | Bradley Wiggins     | Regne Unit    | Team Sky              |
| 100                              | 2013 | Christopher Froome  | Regne Unit    | Team Sky              |
| 101                              | 2014 | Vincenzo Nibali     | Itàlia        | Team Astana           |
| 102                              | 2015 | Christopher Froome  | Regne Unit    | Team Sky              |
| 103                              | 2016 | Christopher Froome  | Regne Unit    | Team Sky              |
| 104                              | 2017 | Christopher Froome  | Regne Unit    | Team Sky              |
| 105                              | 2018 | Geraint Thomas      | Regne Unit    | Team Sky              |
| 106                              | 2019 | Egan Bernal         | Colòmbia      | Team Ineos            |
| 107                              | 2020 | Tadej Pogačar       | Eslovènia     | UAE Team Emirates     |
| 108                              | 2021 | Tadej Pogačar       | Eslovènia     | UAE Team Emirates     |
| 109                              | 2022 | Jonas Vingegaard    | Dinamarca     | Team Jumbo-Visma      |
| 110                              | 2023 | Jonas Vingegaard    | Dinamarca     | Team Jumbo-Visma      |
| 111                              | 2024 | Tadej Pogačar       | Eslovènia     | UAE Team Emirates     |
| 112                              | 2025 | Tadej Pogačar       | Eslovènia     | UAE Team Emirates XRG |